# La Grand-Rue à Argenteuil
La Grand-Rue à Argenteuil, ancien titre Une rue à Sèvres, est un tableau d'Alfred Sisley. Il se trouve au Château de Norwich. Elle représente ce qui est aujourd'hui la rue Paul-Vaillant-Couturier.
Véronique Prat voit l'influence d'Hokusai dans la perspective de ce tableau où un clocher se dresse dans un ciel pluvieux. Il s'agit de celui de la Basilique Saint-Denys d'Argenteuil.
Claude Monet a peint une toile au même endroit, .

## Provenance
- Galerie Georges Petit, Paris[1] ;
- Galerie Bernheim-Jeune, Paris ;

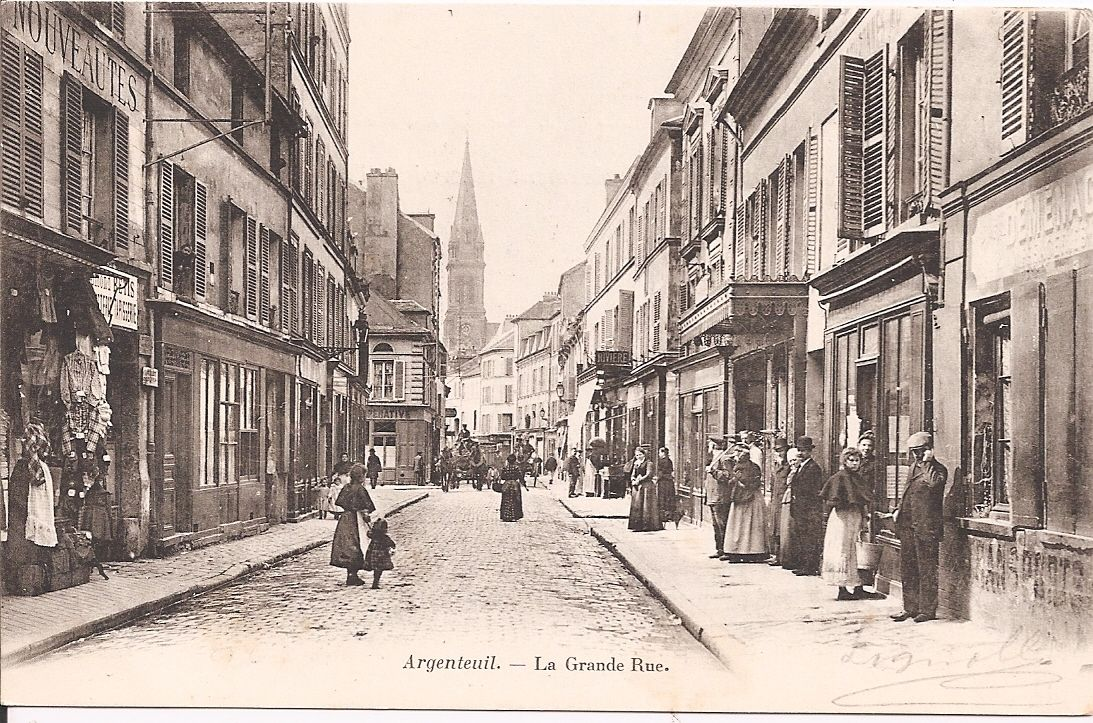
Argenteuil - La Grande Rue vers 1900

- Collection Dognin, Paris, vendu le 15 octobre 1928[5]
- Durand-Ruel, Paris, vendu le 18 octobre 1928
- Collection Morot, Paris. 1928 ;
- légué par Mrs Dora Fulford au National Art Collections Fund, 1945 ;
- don au Norwich Castle Museum, 1945.